# Child's Play 3 (romanzo)
Child's Play 3 è una novelization del film La bambola assassina 3 scritta da Matthew J. Costello nel 1991.

## Differenze
- La resurrezione di Chucky è diversa da come avviene nel film. Nel romanzo, nella fabbrica abbandonata un topo alla ricerca di cibo trova i resti di Chucky e si mette a masticarli. Il sangue di Chucky cola su un'altra bambola che diventa così posseduta da Chucky.
- Nel romanzo Whitehurst è descritto come sovrappeso mentre nel film è magro.
- Anche la morte di Chucky è diversa da quella mostrata nel film.